# Megasema subgrisea
Megasema subgrisea là một loài bướm đêm trong họ Noctuidae.